# 요시노 사야카
요시노 사야카(Sayaka Yoshino, 1982년 5월 14일 ~ )는 일본의 배우, 일본의 성우이다.
도쿄도에서 태어났다.

## 방송
- 철갑기 미카즈키

## 영화
- 와쿠라바 나가레테 (2008년)
- 집단자살클럽 4 (2004년)
- 원더풀 라이프 (1998년) - 요시노 카나 역
- 환상의 빛 (1995년) - 어린 유미코 역